# Joachim Müller (Gewerkschafter)
Joachim Müller (* 23. März 1933 in Chemnitz) ist ein deutscher Technologe und früherer Volkskammerabgeordneter für den Freien Deutschen Gewerkschaftsbund (FDGB).

## Leben
Müller stammt aus dem Freistaat Sachsen und ist der Sohn einer Arbeiterfamilie. Nach dem Besuch der Volksschule und der Oberschule nahm er 1952 eine zweijährige Lehre als Dreher auf. Ab 1961 studierte er abends nach der Arbeit an der Fachschule für Industrieökonomik in Rodewisch im Vogtland. Danach war er als Technologe im VEB Spinnereimaschinenbau Karl-Marx-Stadt tätig.

## Politik
Müller trat 1951 in den FDGB ein und war ab 1961 Mitglied des Bezirksvorstandes Karl-Marx-Stadt des FDGB. 1955 wurde er Mitglied der Gesellschaft für Deutsch-Sowjetische Freundschaft und wurde 1962 in deren Zentralvorstand aufgenommen.
Von 1963 bis 1967 und in den beiden Wahlperioden von 1967 bis 1976 war er Mitglied der FDGB-Fraktion in der Volkskammer der DDR.

## Auszeichnungen
- Mitglied einer sozialistischen Arbeitsgemeinschaft
- Ehrennadel der Gesellschaft für Deutsch-Sowjetische Freundschaft in Gold und Silber